# Riedbahn (Weiterstadt)
Riedbahn ist ein Stadtteil der südhessischen Stadt Weiterstadt. Er ist circa einen Kilometer von der Stadt Darmstadt entfernt und ist Teil der Gemarkung Weiterstadt.
Der Gemarkungsbereich liegt östlich der BAB Frankfurt–Darmstadt. Die Namensgebung beruht auf der, heute stillgelegten, Eisenbahnstrecke von Darmstadt ins hessische Ried. Die ersten Wohnungen wurden entlang der früheren Darmstädter Straße (heute Riedbahnstraße) gebaut. Nach dem Zweiten Weltkrieg entstanden einige Wohnhäuser mit landwirtschaftlichen Erwerbstellen für Flüchtlinge und Vertriebene. Anfang der 1960er Jahre wurde auf dem früheren Exerzierplatz mit der Erschließung des Industrie- und Gewerbegebiets begonnen. Die Riedbahn wurde am 26. Mai 1983 durch den Regierungspräsidenten in Darmstadt als offizieller Ortsteil benannt. Beim Zensus 2011 wurden 1434 Einwohner gezählt.
Lokale Parteien sind die ALW (Alternative Liste Weiterstadt) sowie die FWW (Freien Wähler Weiterstadt).
In dem Ortsteil werden der überwiegende Anteil der Einnahmen Weiterstadts aus Industrie und Gewerbe erzielt. Im Oktober 2009 eröffnete dort das Einkaufszentrum LOOP5. Ebenso befindet sich das Rathaus Weiterstadts in einem ehemaligen Bürohochhaus in Riedbahn. Nördlich des Stadtteils liegt das Waldgebiet Täubcheshöhle, südlich der Darmstädter Westwald. 

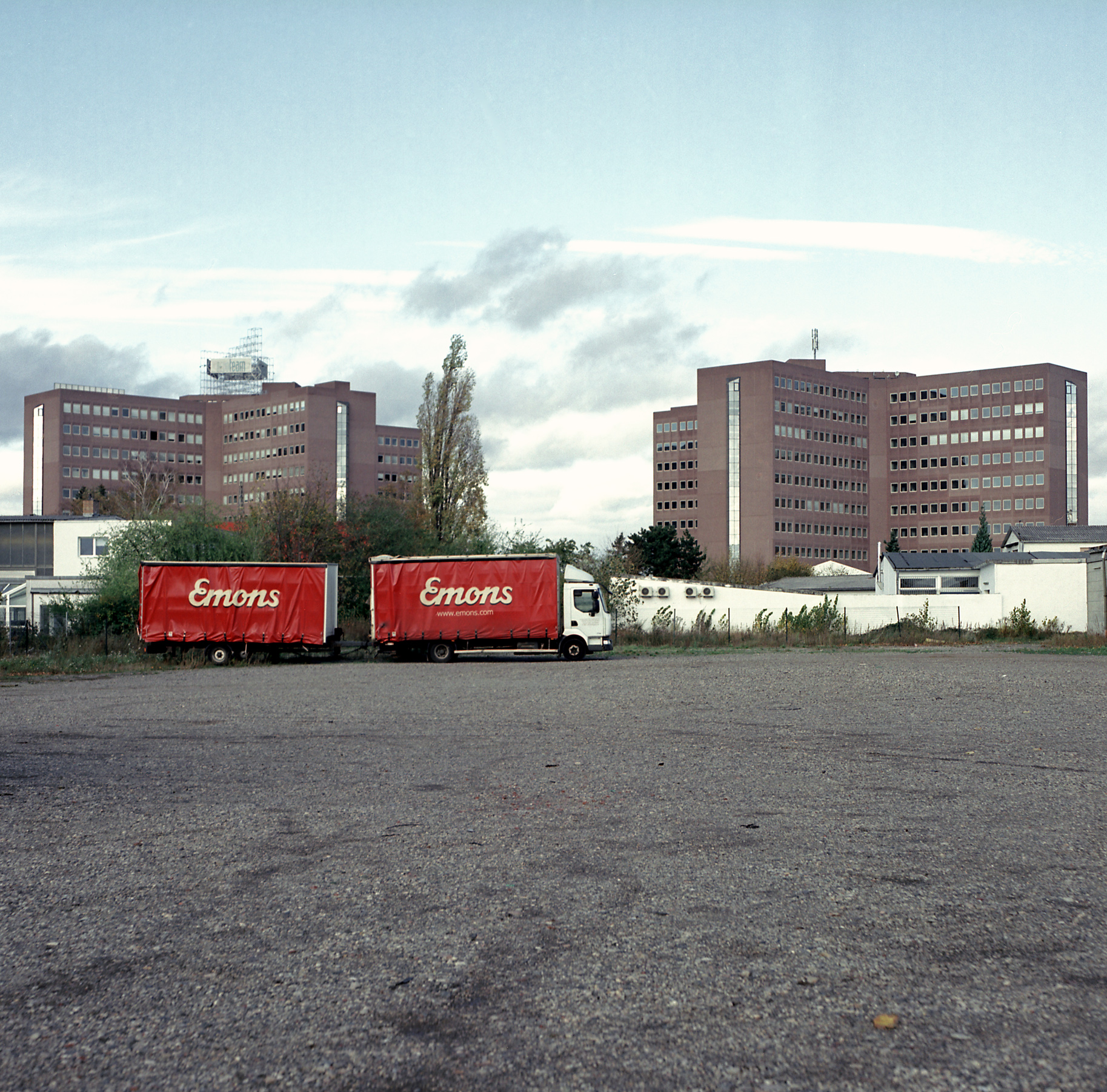
X-Towers (2013)
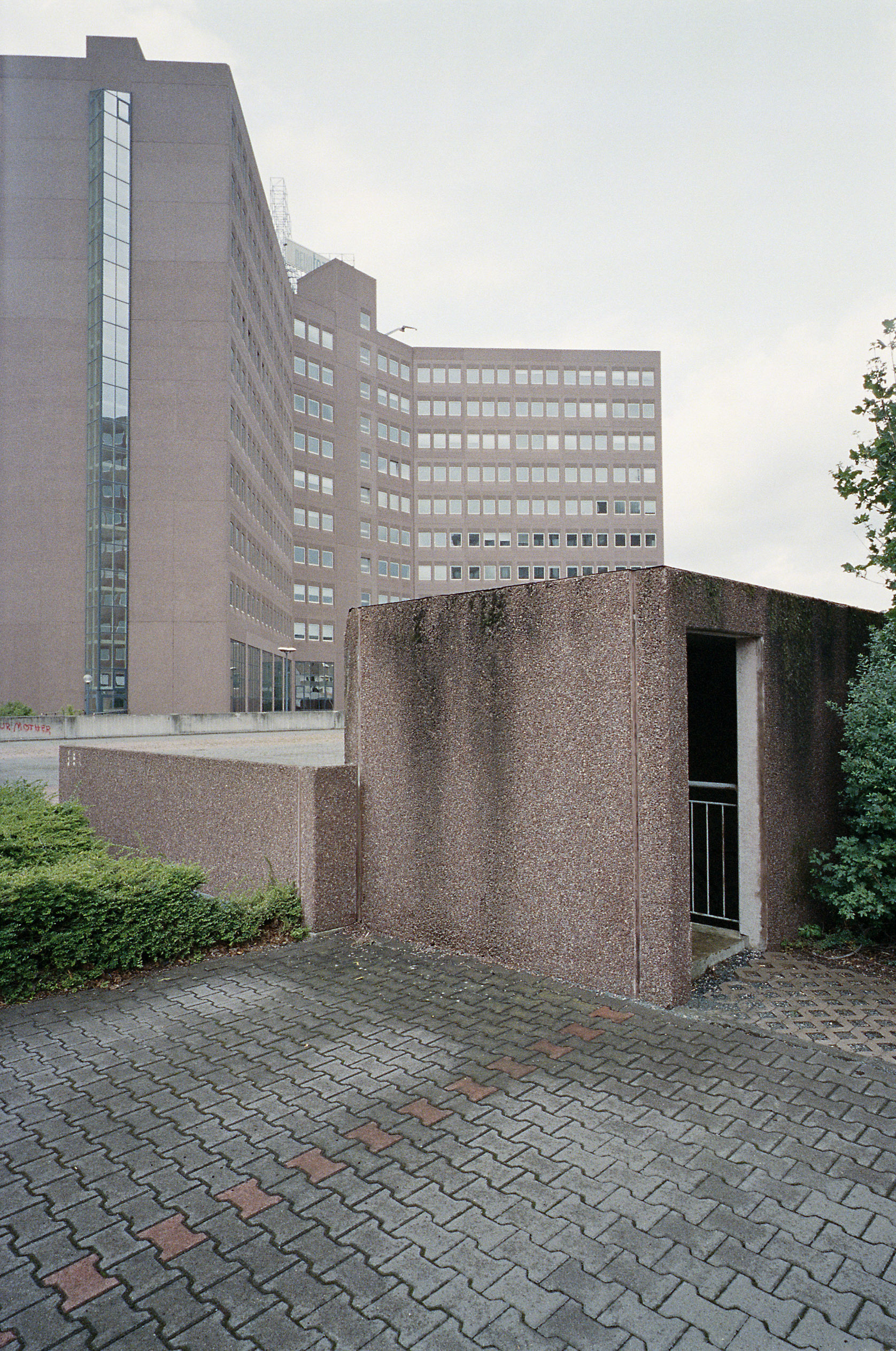
X-Towers (2014)
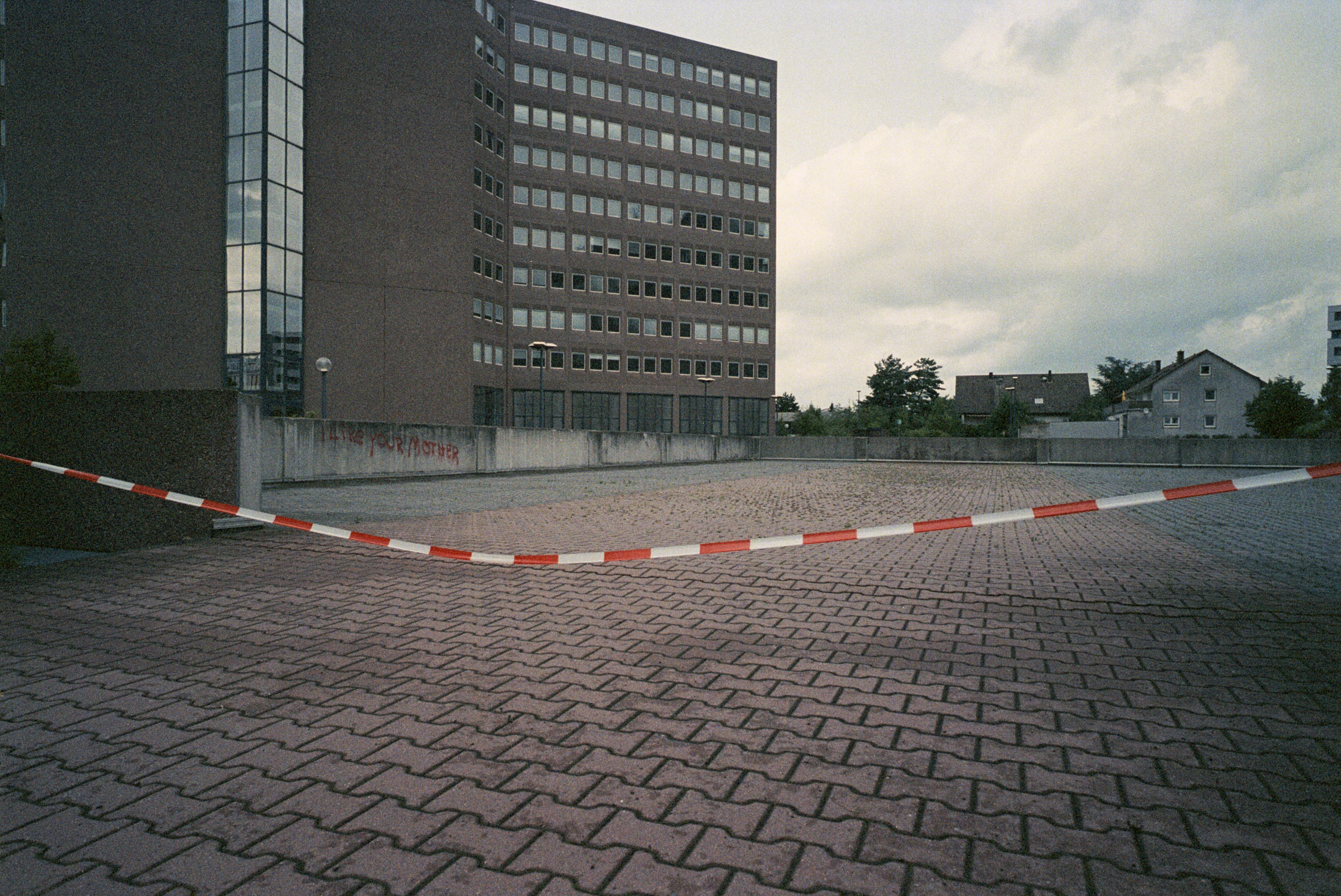
X-Towers (2014)
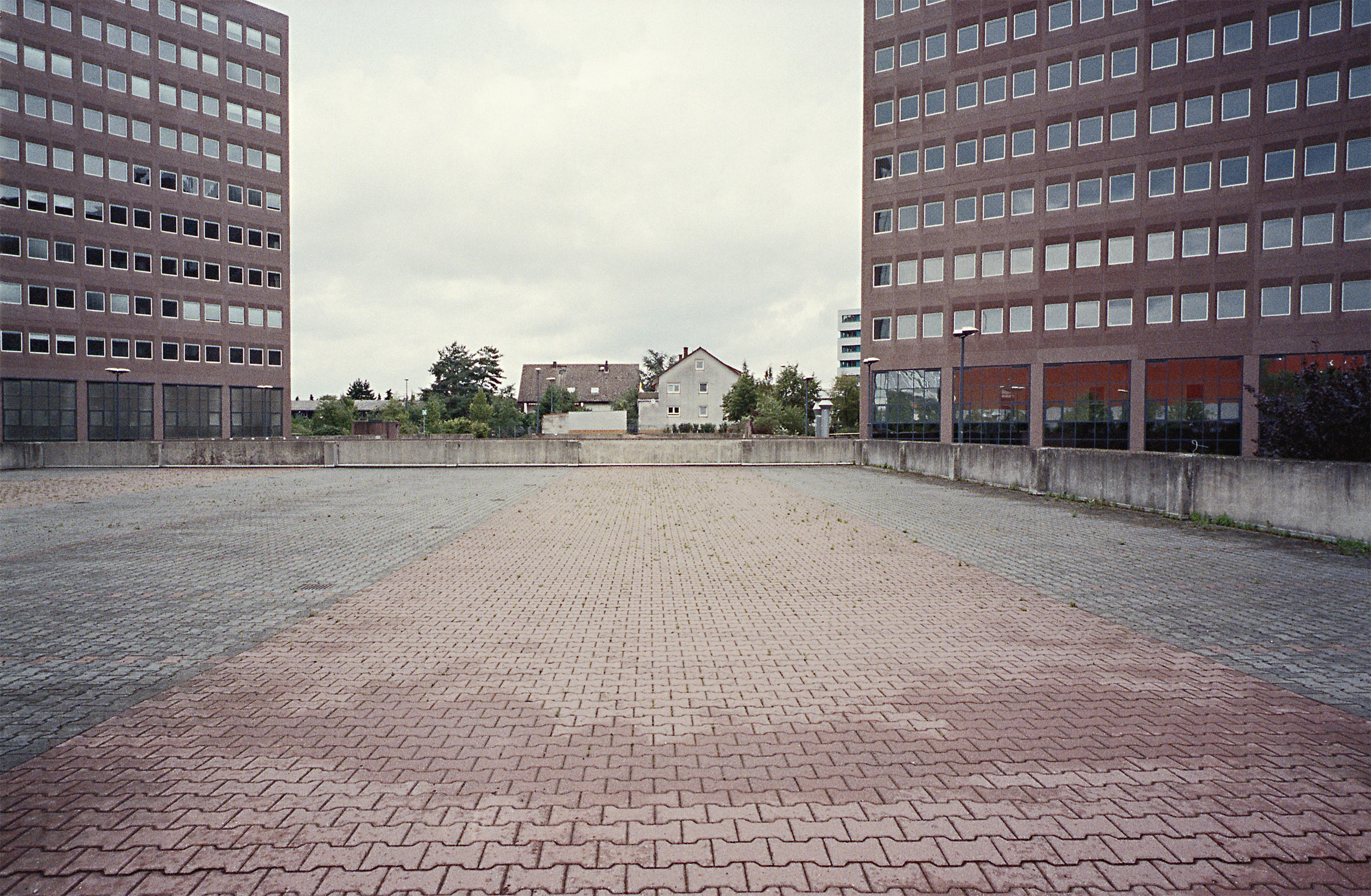
X-Towers (2014)